# Stazione di Klagenfurt Centrale
La stazione di Klagenfurt Centrale (in tedesco Klagenfurt Hbf) è la principale stazione ferroviaria della città austriaca di Klagenfurt am Wörthersee.